# Mexitrechus
Mexitrechus is een geslacht van kevers uit de familie van de loopkevers (Carabidae). De wetenschappelijke naam van het geslacht is voor het eerst geldig gepubliceerd in 1982 door Barr.

## Soorten
Het geslacht Mexitrechus omvat de volgende soorten:
- Mexitrechus coarctatus (Bates, 1881)
- Mexitrechus michoacanus (Bolivar Y Pieltain, 1941)
- Mexitrechus mogotensis Barr, 1982
- Mexitrechus occidentalis (Mateu, 1974)
- Mexitrechus quirogai (Bolivar Y Pieltain, 1943)
- Mexitrechus tepoztlanensis (Bolivar Y Pieltain, 1941)